# سيدني سايمور سيمبسون
سيدني سايمور سيمبسون هو سياسي كندي، ولد في 18 نوفمبر 1856، وتوفي في 1939. انتخب عضو المجلس التشريعي من ساسكاتشوان.